# Dariusz Dąbek
Dariusz Dąbek (ur. 29 kwietnia 1963 w Węgorzewie) – filozof przyrody, filozof nauki (filozofia kosmologii), dr hab. nauk humanistycznych, ksiądz rzymskokatolicki, pracownik Wydziału Filozofii Katolickiego Uniwersytetu Lubelskiego Jana Pawła II.

## Zainteresowania naukowe
- filozofia nauk przyrodniczych,
- historia i filozofia kosmologii pierwszej połowy XX w.,
- aksjologiczna problematyka wyboru teorii przyrodniczych,
- relacja nauka-religia.

## Życiorys naukowy
W 1982 zdał maturę w LO w Węgorzewie w klasie o profilu matematyczno-fizycznym. W latach 1982–1988 studiował teologię w Warmińskim Seminarium Duchownym „HOSIANUM” w Olsztynie uzyskując stopień magistra teologii w Instytucie Teologii Moralnej Wydziału Teologicznego KUL; praca magisterska pt. „Satyagraha” Gandhiego w relacji do idei wyzwolenia ostatnich dokumentów Kościoła, napisana pod kierunkiem ks. prof. dra hab. Seweryna Rosika. Święcenia kapłanskie przyjął 11 czerwca 1988. W latach 1993–2001 odbył studia magisterskie i doktoranckie na Wydziale Filozofii KUL. W 2006 otrzymał stopień doktora nauk humanistycznych w zakresie filozofii, na podstawie pracy pt. Edwarda Artura Milne’a kosmologia i jej filozoficzne implikacje, obronionej na Wydziale Filozofii KUL (prom. Józef Turek, rec. Zygmunt Hajduk, Michał Tempczyk), a w 2019 stopień naukowy doktora habilitowanego nauk humanistycznych w zakresie filozofii na podstawie monografii pt. Pozaempiryczne kryteria oceny teorii w kosmologicznej praktyce badawczej.
Od 2006 jest członkiem-współpracownikiem, a od 2013 sekretarzem Wydziału Filozofii Towarzystwa Naukowego KUL. Od 2019 jest sekretarzem technicznym Roczników Filozoficznych.

## Publikacje (wybrane)
- Pozaempiryczne kryteria oceny teorii w kosmologicznej praktyce badawczej[4], [seria: Filozofia przyrody i nauk przyrodniczych, t. 15], Wydawnictwo KUL, Lublin 2018, s. 278.
- Nauka i religia w kosmologii Edwarda Artura Milne’a[5], „Zagadnienia Naukoznawstwa” 208 (2016), nr 2, s. 275–292.
- Argumenty kosmologicze w uzasadnianiu tezy o jedności Wszechświata[6], „Roczniki Filozoficzne” 62 (2014), nr 3, s. 65–84.
- Konstruowanie i testowanie modeli kosmologicznych, w: S. Janeczek, A. Starościc, D. Dąbek, J. Herda, Filozofia przyrody (Dydaktyka filozofii, t. 3), Wydawnictwo KUL 2013, s. 209–230.
- Kryterium prostoty w kosmologiach dedukcyjnych, „Studia Philosophiae Christianae” 49 (2013), nr 2, s. 27–48.
- Zastrzeżenia wobec kreacjonistycznej interpretacji Wielkiego Wybuchu, „Roczniki Filozoficzne” 59 (2011), nr 2, s. 73–90.
- Kosmologia Edwarda Arthura Milne’a i jej filozoficzne implikacje, [seria: Filozofia przyrody i nauk przyrodniczych, t. 6], Wydawnictwo KUL, Lublin 2011, s. 268.
- Willema de Sittera ujęcie roli czynnika empirycznego w wyborze kosmologii dynamicznej, w: Z. Roskal (red.), Transfer idei. Od ewolucji w biologii do ewolucji w astronomii i kosmologii, Lublin 2011, s. 151–166.
- Metodologiczne granice naturalistycznej interpretacji biologicznej teorii ewolucji, w: E. Wiszowaty, K. Parzych-Blakiewicz (red.), Teoria ewolucji a wiara chrześcijan, Olsztyn 2010, s. 85–97.
- Dlaczego kosmologia dedukcyjna przegrała rywalizację z kosmologią ekstrapolacyjną?, w: M. Kuszyk-Bytniewska, A. Łukasik (red.), Filozofia przyrody współcześnie, Kraków 2010, s. 169–184.
- Czynnik empiryczny w kosmologiach globalnych, „Studia Philosophiae Christianae” 45 (2009), nr 1, s. 93–117.
- Czynnik empiryczny w kosmologii Edwarda Artura Milne’a, „Roczniki Filozoficzne” 54 (2006), nr 2, s. 31–47.
- Edwarda A. Milne’a ujęcie zasady kosmologicznej, „Roczniki Filozoficzne” 52 (2004), nr 1, s. 163–181.
- Historyczno-filozoficzny kontekst kosmologii Edwarda Arthura Milne’a, Roczniki Filozoficzne, 48-49 (2000-2001), z. 3, s. 119–139.